# Aklejruta

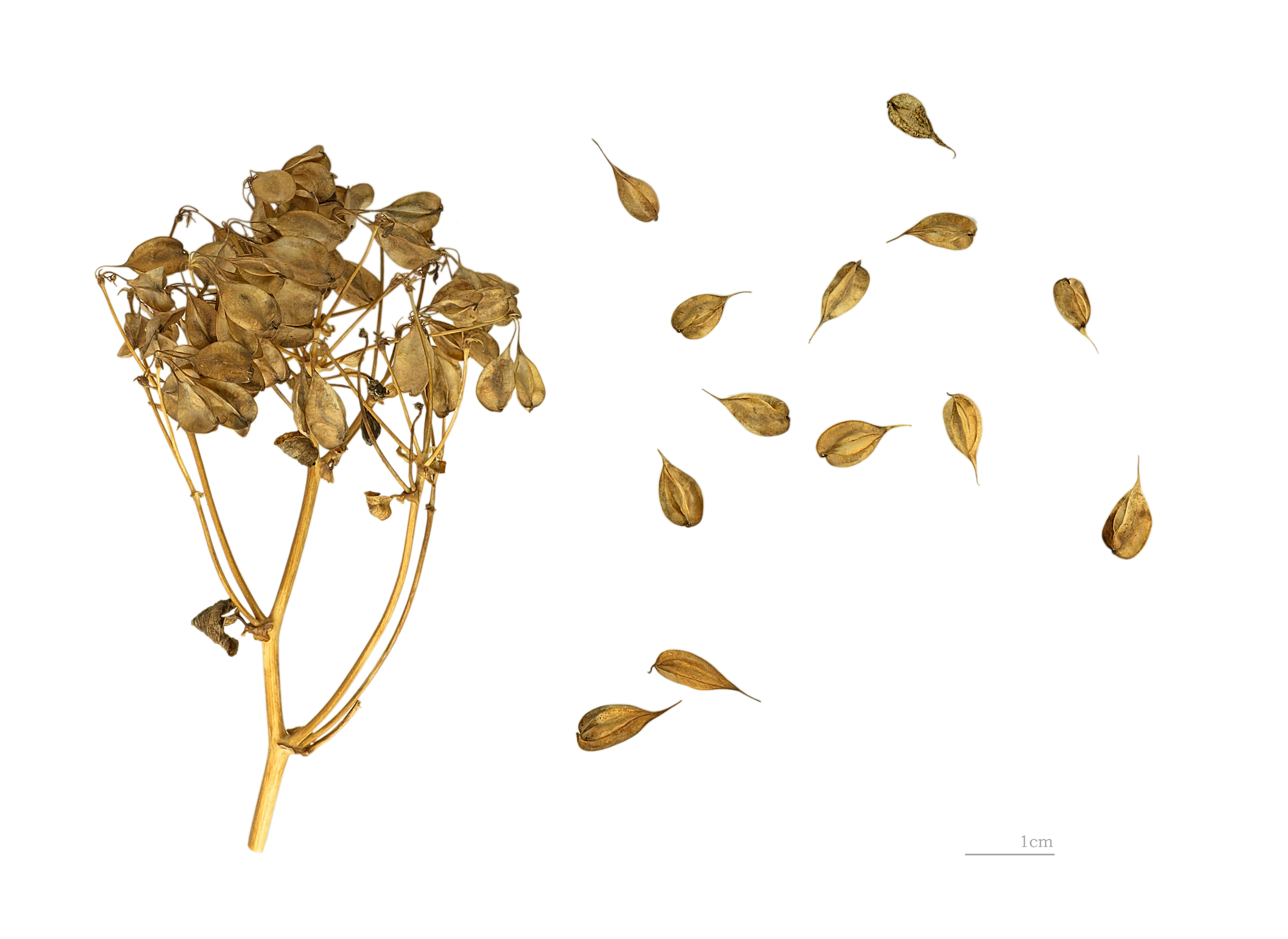
Thalictrum aquilegiifolium

Aklejruta (Thalictrum aquilegiifolium) är en flerårig stor växt, inom familjen ranunkelväxter, som kan bli drygt en meter hög. Aklejrutan kommer från Europa och Asien. Den är frosthärdig men finns endast i södra Sverige och växer gärna på fuktiga ställen nära bäckar.
Aklejrutans vetenskapliga artnamn aquilegifolium betyder ungefär "aklejliknande blad" och aklejrutans blad liknar aklejans. De är upprepat parbladiga, blågrågröna och småbladen är rundat trekantiga. Blommorna sitter i luftiga, månggreniga ställningar. Blommorna är vita, rosa eller lila och blomningstiden är under sommaren. Frukten är en nöt. 